# Гхат (буква)
Ղ, ղ (арм. ղատо файле гхат, з.-арм. гхад, грабар лат) — восемнадцатая буква армянского алфавита. Создал Месроп Маштоц в 405—406 годах.

## Использование
И в восточноармянском, и в западноармянском языках обозначает звук [ʁ]. Числовое значение в армянской системе счисления — 90.
Использовалась в курдском алфавите на основе армянского письма (1921—1928) для обозначения звука [ɣ].
В системах романизации армянского письма передаётся как ġ (ISO 9985), gh (ALA-LC, BGN/PCGN). В восточноармянском шрифте Брайля букве соответствует символ ⠻ (U+283B), а в западноармянском — ⠣ (U+2823).

## Кодировка
И заглавная, и строчная формы буквы гхат включены в стандарт Юникод начиная с версии 1.0.0 в блоке «Армянское письмо» (англ. Armenian) под шестнадцатеричными кодами U+0542 и U+0572 соответственно.

## Галерея

Округлый еркатагир
Прямолинейный еркатагир
Болоргир
Нотргир
Шхагир